# اوکتیابرسکویه (سرزمین آلتای)
اوکتیابرسکویه (به لاتین: Oktyabrskoye) یک منطقهٔ مسکونی در روسیه است که در سرزمین آلتای واقع شده‌است.